# Parafia św. Wojciecha i św. Stanisława w Burzeninie
Parafia św. Wojciecha i św. Stanisława w Burzeninie – rzymskokatolicka parafia w dekanacie Złoczew w Diecezji kaliskiej.

## Dzieje parafii

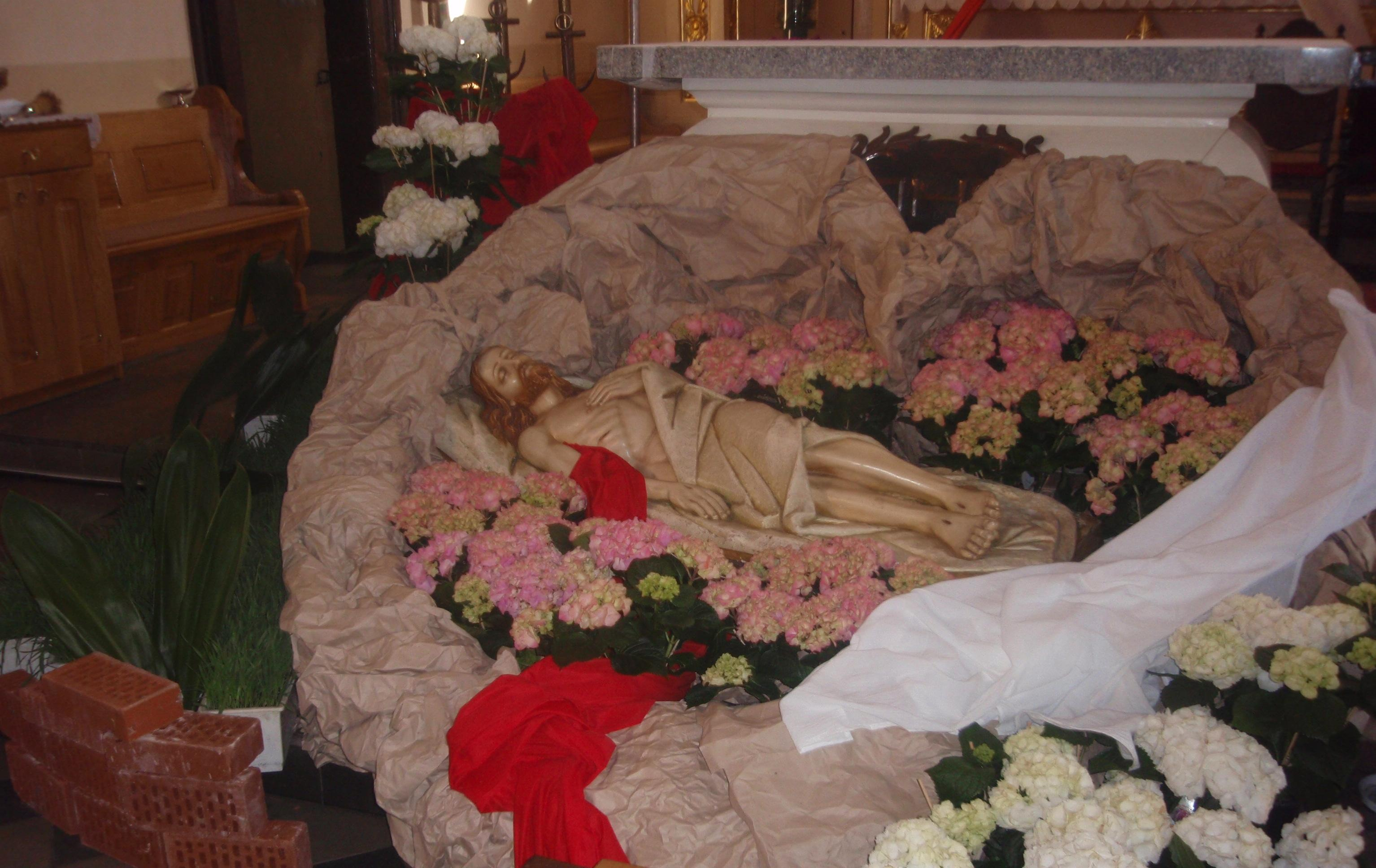
Grób Pański z 2008 r.

Najstarszą wiadomość o istnieniu parafii burzenińskiej zawiera pismo arcybiskupa Bodzanty z roku 1387, w którym wzmiankowany jest rektor kościoła burzenińskiego. W Liber beneficiorum Jana Łaskiego (1511 r.) odnotowano: Nobilium haeredum de eodem Buzenyn, et In eodem ecclesia parochia lis sub titulo sancte Crucis et sancte Catherinae. Oznacza to: Burzenin stanowi dziedziczną własność szlachecką, w tej miejscowości znajduje się parafialny kościół pod wezwaniem św. Krzyża i św. Katarzyny. Odnotowano tam, że „Akta konsystorskie na początku XIV wieku nazywają go starym”, stąd przypuszcza się, że pierwszy kościół mógł powstać jeszcze w XIII w. Dowiadujemy się tam także, że w Burzeninie istnieje szkółka parafialna, a do obowiązków nauczyciela należy również służba podczas Mszy Świętych. Można zakładać, że parafia została erygowana w końcu XIII w. lub na początku XIV w. Prawdopodobnie fundatorami byli Bużeńscy, właściciele miasta i okolicznych wsi. Oni również sprawowali patronat nad kościołem. W źródłach zachowały się informacje na temat uposażenia plebańskiego z XVI w. Wiadomo, że proboszcz posiadał wówczas grunt, na którym wznosiła się jego plebania wraz z ogrodami oraz sadzawka. Część ziemi parafialnej użytkował zagrodnik plebański. W posiadaniu parafii były również dwa pola, z których dochód przeznaczano na finansowanie wikarego i kościelnego. Przylegały one do miejskiego cmentarza. Parafia posiadała również dwa niewielkie pola, odpowiadające gospodarstwom zagrodniczym, na których mieściły się karczmy. Były one położone wśród gruntów mieszczan, nad brzegiem Warty. Do proboszcza należała również część biegu rzeki Warty w okolicach miasta, gdzie mógł swobodnie łowić ryby. Do ich połowu miał specjalnego rybaka. W skład uposażenia wchodziły jeszcze cztery inne kawałki ziemi, położone między polami mieszczańskimi i folwarcznymi oraz sześć łąk (trzy na prawym brzegu Warty koło Wielkiej Wsi, czwarta koło miejsca zwanego Wysoki Brzeg, piąta w lesie, szósta w okolicy Szczawna). Proboszcz otrzymywał trzecią część cła i trzecią część z opłat za przewóz soli. Jako kolędę pobierał od mieszczan jeden grosz od domu, jeden grosz od komorników, a także dziesięcinę snopową z pól folwarcznych. Od kmieci proboszcz pobierał kolędę w wysokości 1 grosza od łana. Wiadomo, że w XVII i XVIII w. na terenie parafii znajdowała się Kaplica św. Rocha (według innych św. Ducha), a przy niej bractwo różańcowe. Jej inicjatorem był Spytek Rogacjan Pstrokoński. Została erygowana 17 IV 1674 r. Znajdowała się prawdopodobnie pomiędzy współczesnymi ulicami Krótką i Sieradzką. W 1686 r. ks. Pruski, archidiakon uniejowski stwierdza, że w przykaplicznym schronisku mieszkało siedmiu ubogich. Od 25 czerwca 1791 r. burzenińscy proboszczowie czuwali nad prawidłowym wydatkowaniem pieniędzy, które ks. kanonik metropolitalny gnieźnieński Baltazar (Balcer) Pstrokoński przekazał na urządzenie nowej szkoły. Sumę 10 000 zł złożył w Wielkiej Wsi. Z wypłacanego procentu proboszcz utrzymywać miał nauczyciela, który dzieci szlacheckie, miejskie i wiejskie uczyć miał prawideł wiary katolickiej, czytania, pisania, podstaw liczenia, języka łacińskiego i języka niemieckiego. Szybko zbudowano drewniany budynek szkolny kryty gontem, który przetrwał aż do 1946 r., kiedy to zastąpiono go drewnianym barakiem pochodzącym z pobliskich Monic. Szkoła została w niedługim czasie zamknięta do 1807 r. przez pruskich zaborców, gdyż nie odpowiadała ich wymogom. Ks. kan. przekazał również znaczną kwotę na remont kościoła parafialnego. Dokumenty z 1793 r. podają, że 4 spośród zabudowań należały do plebana i były pokryte gontami, a przy kościele i kaplicy posługę pełnili proboszcz i kanonik (prawdopodobnie emerytowany). W latach 1812, 1813 i 1814 parafia musiała utrzymywać z własnych pieniędzy przechodzące i koszarujące wojska koalicji francuskiej, które, jak pisał ks. Koźmiński, w liczbie dochodzącej do 1600 żołnierzy przyczyniały się do znacznych zniszczeń. Spis miejscowości parafii rzymskokatolickich w Gubernii Kaliskiej z 1912 r. podaje, że parafia Burzenin znajdowała się w dekanacie sieradzkim, a w skład parafii wchodziły następujące miejscowości: Antonin, Bagna, Będkowska Wólka, Będków, Biadaczew, Burzenin (osada), Grabówka, Huby Tyczyńskie, Izydorów, Jarocice, Jastrząb, Kamilów, Kopanina, Korzeń, Kurnica, Lgock, Ligota, Majaczewice, Maryanów, Morgi, Niebiosa, Nieczuj, Prażmów, Redzeń, Ręszów, Sambórz, Sęk, Strumiany, Strzałki, Świerki, Szczawno, Tyczyn, Waszkowskie, Wielka Wieś, Witów, Wola Majacka, Wola Szczawińska. W 1912 r. burzeniński proboszcz Józef Szymanowski był jednym z założycieli Straży ogniowej  w Burzeninie. W czasie I wojny światowej, w 1915 r., pruscy zaborcy zdemontowali i zabrali 2 burzenińskie dzwony w celu przetopienia ich na lufy armatnie. Pierwsza połowa XX w i okres kilkunastu lat po zakończeniu II wojny światowej to czas dużych pielgrzymek na Jasną Górę organizowanych przez burzenińskich księży. Goniec Częstochowski z 31 sierpnia 1913 r. podaje, że pielgrzymka z Burzenina liczyła 600 osób, a przewodnikami byli ks. Szymanowski i ks. Sadzewicz. W niedzielę, 20 czerwca 1926 r. odbyła się podniosła uroczystość konsekracji nowo zbudowanego ołtarza, której dokonał  biskup kujawski Władysław Paweł Krynicki. Asystowali mu ks. prałat Majewski, ks. Bronisław Placek, ks. Ignacy Broniszewski i diakon Mączyński. Uroczystą mszę pontyfikalną uświetnił sieradzki chór prowadzony przez pana Cierplikowskiego oraz orkiestra dęta pod batutą pana Sikorskiego. Wykonano wówczas mszę Zangla. Staraniem księdza proboszcza Grzegorza Domańskiego udało się zebrać pieniądze na nowy dzwon, który wciągnięto na wieżę kościelną 3 października 1931 r. Uroczyście obchodzono kolejną wizytację duszpasterską, którą w 1932 r. przeprowadził biskup Karol Radoński. W latach 1937, 1938 i 1939 odbywały się w Burzeninie manewry wojskowe, w których brały udział m.in. pułki 28 i 31 Strzelców Kaniowskich. Organizowano dla nich msze polowe nad rzeką, w porośniętym olszynami Pasterniku. II wojna światowa to tragiczny okres w dziejach parafii. 25 X 1939 r. tereny parafii wcielono do Rzeszy Niemieckiej. Od lutego 1942 r. do 2 lipca 1944 r. w domu parafialnym w Burzeninie, którego nazwę zmieniono na Seegefeld, mieściła się filia sieradzkiego więzienia. Jego komendantem był Heinrich Greiner. Więzienie otoczone było potrójnymi zasiekami z drutu kolczastego. Przebywało w nim od 180 do 220 więźniów, którzy zajmowali się utwardzaniem dróg utworzonego tu poligonu „Monice” i pracą w poligonowych gospodarstwach rolnych. Przy próbie ucieczki zastrzelono dwóch młodocianych więźniów pochodzących z Łodzi. W tym czasie w obozie koncentracyjnym w Dachau zginęli obaj burzenińscy księża. W 1941 r. hitlerowcy zburzyli doszczętnie zabytkową kapliczkę, która znajdowała się na drodze do Szczawna i była celem uroczystych procesji w Dni Krzyżowe oraz zniszczyli inne krzyże i kapliczki przydrożne. Oprócz tego kapliczka, dzięki zamontowanej lampie, wskazywała w nocy drogę podróżnym. Burzenin oswobodził I Front Ukraiński gen. Żukowa.  20 stycznia 1945 r. W 1955 r. ks. proboszcz Antoni Skrzypkowski poświęcił krzyż misyjny, który ustawiono później na terenie cmentarza parafialnego. Zbyt duży obszar parafii zmniejszył się znacznie w XX w., w związku z powstaniem parafii pw. NMP  Królowej Polski w Pyszkowie (1971 r.) i parafii pw. Matki Boskiej Częstochowskiej w Grabówce (2000 r.), do czego w dużej mierze przyczynili się burzenińscy proboszczowie. W latach 80. XX w. staraniem księdza Czesława Rawskiego kościół parafialny przystosowano do wskazań liturgicznych, które zrodziły się po Soborze watykańskim II (wykonano kamienny ołtarz posoborowy (konsekrował go ks. bp Czesław Lewandowski) i uzupełniono posadzkę w prezbiterium), a także zrobiono chodnik, ogrodzenie i sprawiono trzy dzwony (poświęcił je w 1982 r. ks. biskup Jan Zaręba). Od 1981 toczyła się budowa kościoła w Grabówce (26 sierpnia tego roku ks. Czesław Rawski wmurował kamień węgielny, pochodzący z Jasnej Góry), która trwała do 1986 r. 28 XII 1983 r. hucznie świętowano jubileusz 25-lecia kapłaństwa ks. Rawskiego. W dniach 8 – 9 marca 1997 r. parafia przeżywała nawiedzenie relikwii św. Wojciecha  z sanktuarium w Cieszęcinie, w którym uczestniczył biskup sufragan kaliski, ks. Teofil Wilski.
22 września 2001 r., w podziękowaniu za działania na rzecz parafii (remont dachu, zamontowanie 3 zegarów na wieży kościelnej, oczyszczenie cmentarza parafialnego, remont zakrystii, zakup nowych ławek do kościoła), ks. proboszcz Stanisław Pietruszewski został uhonorowany przez ks. biskupa Stanisława Napierałę tytułem kanonika honorowego Kapituły Kolegiackiej św. Józefa w Kaliszu. W dniach od 3 do 10 V 2008 r. w parafii odbywały się Misje Miłosierdzia Bożego, prowadzone przez ks. Krzysztofa Łaszcza SJ. 13 II 2010 r. ksiądz proboszcz Roman Krzyżaniak został mianowany dziekanem dekanatu złoczewskiego. 28 III 2010 r. odbyła się uroczysta Droga Krzyżowa, zorganizowana przez ks. Wojciecha Erenca, która przeszła ulicami Burzenina. Wzięło w niej udział kilkaset osób. W czerwcu 2010 r. staraniem ks. Romana Krzyżaniaka teren przykościelny otoczono niskim kamiennym murkiem, wzorując się na fotografiach kościoła z okresu międzywojennego. Od 8 do 9 listopada 2010 r. parafia przeżywała nawiedzenie kopii obrazu Matki Bożej Częstochowskiej, z udziałem ks. biskupa Teofila Wilskiego i licznie zgromadzonego duchowieństwa diecezjalnego. Rekolekcje przygotowawcze poprowadził o. Kazimierz Głaz CSsR.

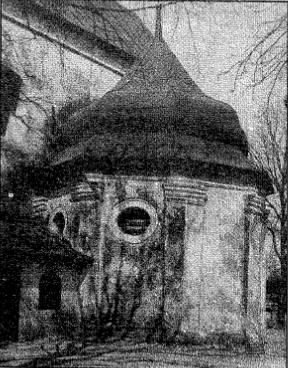
Kaplica boczna przed przebudową z 1917 r.

## Położenie administracyjne parafii
Parafia znajdowała się początkowo w archidiecezji gnieźnieńskiej, w ramach archidiakonatu uniejowskiego, a następnie tzw. terytorium wieluńskiego (w latach 1515–1818), które, chociaż formalnie wchodziło w skład archidiakonatu uniejowskiego, było praktycznie odrębną formą organizacji, w dekanacie wieruszowskim; w 1815 r. weszła w skład diecezji włocławskiej, w latach 1818–1925 diecezji kujawsko-kaliskiej, w dekanacie sieradzkim; w latach 1925–1992 diecezji włocławskiej, by w 1992 r. znaleźć się w nowo powstałej diecezji kaliskiej, w dekanacie złoczewskim.

## Kościół parafialny

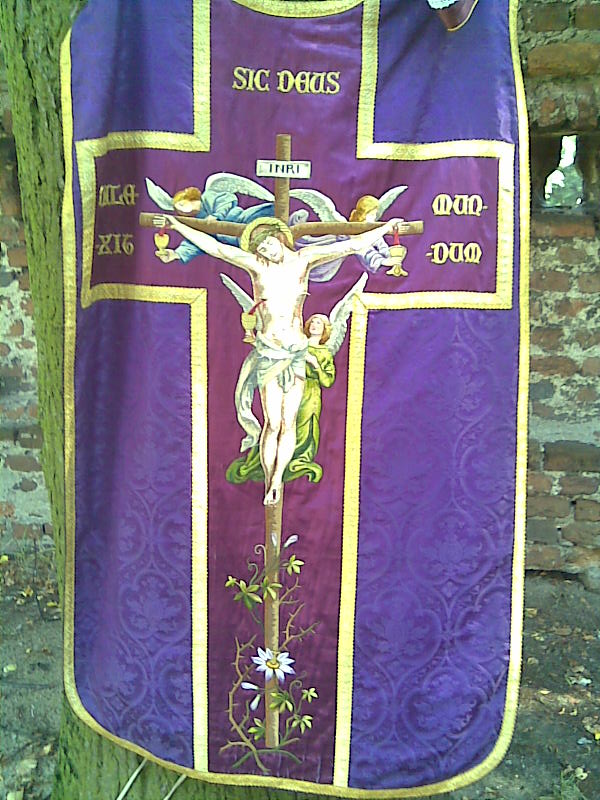
Ornat z czasów Wielkiej Nowenny

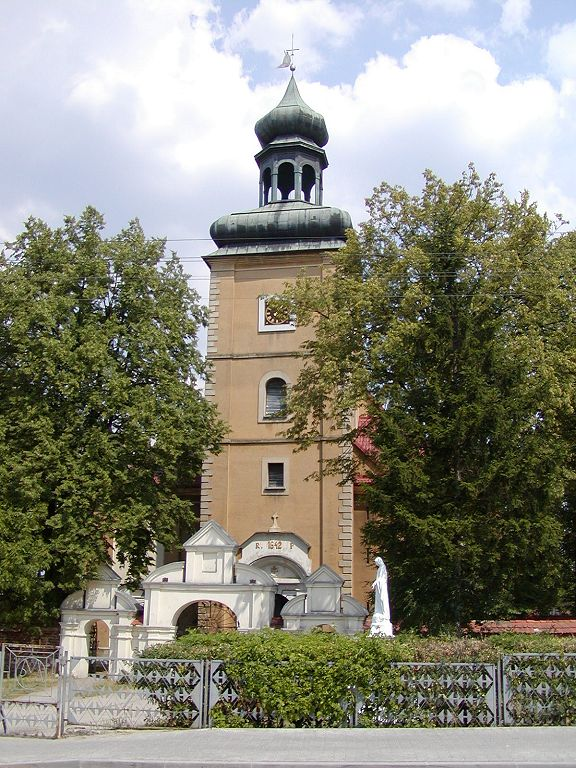
Kościół w Burzeninie

Obecny kościół pw. św. Stanisława i św. Wojciecha, który znajduje się w południowej części Burzenina, nieopodal rynku, przy ulicy Kościelnej, został ufundowany przez biskupa chełmińskiego Stanisława Pstrokońskiego i jego brata Macieja Pstrokońskiego, stolnika sieradzkiego. Zawarli oni w 1641 r. umowę z budowniczym o nazwisku Bustom z Gidel. Rok później przystąpiono do jego budowy na miejscu poprzedniego drewnianego kościoła pw. św. Krzyża i św. Katarzyny. Kościół został konsekrowany w 1647 r. i poświęconemu dziewięciorgu świętym: Wojciechowi, Stanisławowi, Ignacemu, Franciszkowi, Barbarze, Katarzynie, Rozalii, Teresie i  Annie. Był połączony w jeden system obronny wraz ze znajdującym się niedaleko dworskim zespołem obronnym. Budowla znacznie ucierpiała podczas działań wojennych w 1711 (Wojciech Pstrokoński bronił się wtedy przed Szwedami na zamku burzenińskim) i 1812 (przez Burzenin przechodziły wtedy wojska francuskie, saskie, westfalskie i inne) r. W 1917 r. staraniem i nakładem proboszcza ks. Józefa Szymanowskiego, kościół zostaje rozbudowany i wyremontowany po wojennych zniszczeniach – dobudowano nawy boczne nakryte wspólnym dachem, zmieniono wygląd bryły zewnętrznej, portalu głównego (którego stary wygląd odtworzono w portalach bocznych) i kaplicy południowej – ośmiobocznej, przykrytej kopułą. Świątynia została zrujnowana w czasie okupacji hitlerowskiej, a w 1945 r. Sowieci zniszczyli hełm na wieży kościoła, który odbudowano ze stali w 1978 r., według projektu A. Poniatowskiego. Wcześniej wieżę pokrywała prowizoryczna konstrukcja wzniesiona przez majstra Feliksa Stefańskiego z Witowa. Przysadzisty hełm, przerwany arkadową latarnią z cebulastym zwieńczeniem, opatrzony jest na szczycie krzyżem na kuli i metalowym wiatrowskazem, przedstawiającym św. Wojciecha. Kościół jest obecnie trójnawową, orientowaną bazyliką z węższym i niższym prezbiterium, zamkniętym półkolistą absydą i pięciokondygnacyjną wieżą od zachodu. Korpus nawowy zbliżony jest do kwadratu, nawa główna czteroprzęsłowa (przęsła w formie prostokątów leżących), a nawy boczne pięcioprzęsłowe (o kwadratowych przęsłach). Północna nawa boczna zakończona jest niewielką wieżyczką komunikacyjną o kolistym kształcie, a ponad wschodnim przęsłem korpusu nawowego umieszczono niewielką sygnaturkę zwieńczoną cebulastym hełmem sześciopolowym. W kościele zastosowano sklepienie kolebkowe z lunetami, na gurtach o późnorenesansowej dekoracji stiukowej typu kalisko-lubelskiego.

Z prezbiterium do zakrystii prowadzi wejście przez barokowy marmurowy portal z herbem Poraj  i epitafium zmarłych członków rodziny Pstrokońskich w zwieńczeniu. W kaplicy Matki Bożej tablica erekcyjną kościoła z 1642 r. Ołtarze barokowe. W głównym ołtarzu znajduje się obraz Matki Bożej z XVII w. w sukience z połowy XIX w. Drugi obraz, na zasuwie, przedstawia św. Wojciecha – patrona kościoła. W ołtarzu umieszczone są także figury św. Piotra i św. Pawła  a nad obrazem Matki Boskiej znajduje się, w tondze, obraz przedstawiający św. Katarzynę. W nawie żeńskiej (na prawo od wejścia) znajduje się ołtarz św. Anny, w nawie męskiej (na lewo od wejścia) obraz św. Józefa. Kolejny ołtarz, z obrazem Matki Bożej Burzeńskiej oraz figurami św. Kazimierza Królewicza  i św. Jana Nepomucena, umieszczony jest w kaplicy południowej. Na belce tęczowej krucyfiks barokowy z XVII w. Krata kuta żelazna z przełomu XVII i XVIII w. o motywach wici roślinnych. Misa chrzcielna gotycka z XV w. z poprzedniego kościoła. W kościele znajduje się także 8 tablic epitafijnych z XIX i XX w. Cmentarz przykościelny otoczony ośmiobocznym murem o charakterze obronnym z wnękami od wewnątrz i otworami strzelniczymi o wykroju kluczowym. Do kościoła prowadzi XVIII-wieczna brama o formach barokowych, flankowana dwiema symetrycznymi furtkami. W kościele pochowani zostali m.in.: biskup Stanisław Pstrokoński (zm. 17 czerwca 1657), Spytek Rogacjan Pstrokoński (zm. 1687), Konstanty Tymieniecki (zm. 17 sierpnia 1814).

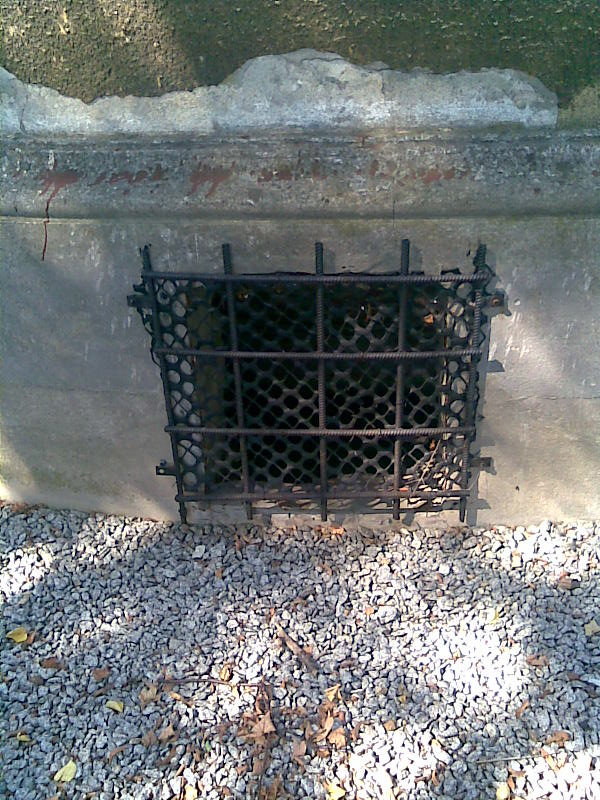
Wejście do krypty grzebalnej

## Legendy
Z burzenińskim kościołem związane są dwa podania ludowe. Jedno opowiada o tym, że podczas renowacji dachu kościoła, prowadzonej pod koniec XIX wieku, miał mieć miejsce nieszczęśliwy wypadek. Wówczas to bowiem spadł z dachu i zmarł na miejscu dekarz z Widawy, żydowskiego pochodzenia. Bluźnił on św. Wojciechowi, którego podobiznę umieszczono na szczycie wieży, że znajduje się wyżej od niego, za co został ukarany. Pracujący z nim inny robotnik wypowiedział słowa: „Wierny czy niewierny, musi być pokorny”. Ciało robotnika odwieziono tego samego dnia do widawskiego kirkutu. Druga opowieść dotyczy lochów, które miały łączyć kościół wraz ze znajdującym się niedaleko murowanym zameczkiem, a które zostały później zamurowane. Ich śladów nie udało się odnaleźć; stwierdzono jedynie obecność krypty grzebalnej, znajdującej się pod prezbiterium świątyni, wypełnionej fragmentami ludzkich szczątków z XVII i XVIII w. Są one widoczne przez otwór, zabezpieczony kratą, znajdujący się na zewnątrz świątyni, w absydzie, na wysokości chodnika.

## Cmentarz parafialny
Cmentarz parafialny o rzadko spotykanym, wąskim i bardzo długim kształcie, znajduje się na wzgórzu nieopodal rynku. Posiada jedną aleję główną, przy której znajdują się najstarsze nagrobki, od której rozchodzą się mniejsze alejki. W dużym, bezstylowym, ceglanym grobowcu spoczywa Antoni Korab Kobierzycki, właściciel Burzenina i Witowa, żyjący w latach 1826–1874. W ceglanym grobowcu Chrzanowskich, dekorowanym neogotyckimi drzwiami i neobarokowym krzyżem, spoczywają dr med. Stefan Chrzanowski i Łukasz Poraj Chrzanowski (1797-1871), magister prawa i absolwent Uniwersytetu Warszawskiego z 1919 r., były senator Rzeczypospolitej, były sędzia i prezes Trybunału Cywilnego, członek Towarzystwa Patriotycznego, współpracownik Dziennika Wielkopolskiego, uczestnik Powstania Listopadowego. W podniszczonym ceglanym, neobarokowym grobowcu z żeliwnym krzyżem spoczywają: Teofila ze Stamierowskich Biernacka (26 IV 1798 – 7 IX 1876), Władysław Korab-Kobierzycki (30 VIII 1823 – 15 II 1895), dziedzic Majaczewic; Maryanna z Wężyków Kobierzycka (1 II 1795 – 16 IX 1860) i Władysław Kobierzycki – uczestnik powstania styczniowego 1863 r., który utrzymywał tajną pocztę powstańczą w rejonie Burzenina. Na płaskiej kamiennej płycie z wypukło rzeźbionymi ozdobami (krzyż, liść palmowy, epitafium w formie kartki papieru) umieszczono napis poświęcony Józefowi Oksza Grabowskiemu. Potężna płyta z piaskowca, dekorowana rozetkami w rogach, poświęcona jest Antoninie z Piaskowskich Kozłowskiej, córce właściciela majątku Piaski. Obok niej znajduje się kolejny, bardzo zniszczony, grób osoby o nazwisku Piaskowska. W monumentalnym grobowcu z piaskowca pochowano Józefa Piaskowskiego, zmarłego w wieku 70 lat 29 maja 1900, właściciela dóbr Waszkowskie. Na tym samym nagrobku umieszczono niewielką płytkę z napisem: Józef Piaskowski (1830-1900), bojownik o wolność, więzień Syberii 1854 – 1866. Ostatnim interesującym pomnikiem jest secesyjny nagrobek Antoniego Rybarkiewicza, zmarłego w wieku 65 lat, obywatela ziemskiego powiatu tureckiego. Kształtem przypomina pień drzewa, u dołu którego znalazły się wypukło rzeźbione symbole pracy na roli – snop ściętego zboża i sierp.

## Pomniki, krzyże, kapliczki przydrożne
Na terenie parafii znajduje się wiele tego typu zabytków. Przy kościele umieszczony jest pomnik Matki Boskiej, który został ufundowany przez parafian na pamiątkę wizyty biskupa Henryka Dołęgi Kossowskiego w 1900 r. Na jego cokole umieszczono modlitwę, zapewne autorstwa miejscowych parafian:
„Ty nas kochasz, a my Ciebie
O! niech złączym serce w niebie
Matko! Kto nie kocha Cię
Nie ma serca, nie – ach nie!”
Znajduje się tutaj także pomnik Chrystusa Króla i krzyż misyjny. Metalowy krzyż na murowanym cokole pomiędzy ulicami Krótką i Sieradzką upamiętnia średniowieczny kościół parafialny pw. św. Krzyża i św. Katarzyny, choć według niektórych badaczy znajdowała się tutaj kaplica św. Ducha. Napis na pomniku głosi, że Jan Długosz w „Historii Polonica” nazwał ten kościół starym. Druga tablica, przymocowana do krzyża, upamiętnia modlitwę za Ojca Świętego Jana Pawła II po jego śmierci w dniu 5 kwietnia 2005 r. Krzyż wzniesiono jako wotum dziękczynne w czasie II wojny światowej w 1946 r. Wykuto go w zakładzie braci Eugeniusza i Stefana Szaflików przy ulicy Złoczewskiej. Przy wjeździe do Ligoty od strony Sieradza znajduje się kapliczka poświęcona św. Janowi Nepomucenowi. Pochodząca z kapliczki stara figura św. Jana Nepomucena została odrestaurowana i umieszczona w prezbiterium kościoła w Burzeninie, dzięki staraniom ks. kan. Stanisława Pietruszewskiego, a na jej miejscu umieszczono współczesny obraz przedstawiający świętego. W głębi wsi Ligota, najprawdopodobniej na miejscu cmentarza dla osób zmarłych na cholerę, oglądać można karawakę – krzyż o dwóch poprzeczkach. Taki krzyż był powszechnie używany w całej Polsce, ponieważ według wierzeń ludowych miał bronić przed „morowym powietrzem”.

## Organizacje i osoby związane z parafią
Duszpasterstwo w parafii prowadzą księża diecezjalni. W parafii posługę proboszcza pełnili m.in. ks. Franciszek Koźmiński, ks. Konstanty Puchalski, ks. Józef Szymanowski, ks. Jan Godorowski, ks. Jan Czyżo, ks. Grzegorz Domański, ks. Bolesław Kręcicki, ks. Antoni Skrzypkowski, ks. Jan Katarzyński, ks. Władysław Szczepanik, ks. Kazimierz Woźniak, ks. Czesław Rawski, ks. Tadeusz Woźniak, ks. Stanisław Pietruszewski, ks. Roman Krzyżaniak. Od 2014 roku posługuje ks. dziekan Paweł Doruch. Wikariuszami byli m.in. ks. Franciszek Lewandowicz, ks. Michał Koźbiał, ks. Wincenty Eliasz, ks. Karol Kajetan Raczyński (wstąpił w 1920 r. do Zakonu Paulinów, w latach czterdziestych i pięćdziesiątych kilkakrotnie piastował godność przeora Jasnej Góry, prześladowany przez władze komunistyczne), ks. Jan Wągrowski, ks. Ignacy Broniszewski, ks. Bronisław Placek, ks. Klemens Kuczyński, ks. Józef Panek ks. Marian Kuczyński, ks. Jan Bazela, ks. Zdzisław Król, ks. Grzegorz Zamelek, ks. Przemysław Kubicki, ks. Tomasz Królak, ks. Hieronim Kubicki, ks. Wojciech Erenc, od 2015 roku przez 9 miesięcy posługę pełnił ks. Marek Bobek, który zginął w tragicznym wypadku samochodowym, na zastępstwo przybył ks. Mirosław Lipka. Przedstawiona tu kolejność księży jest jedynie hipotetyczna. Księża pracujący w parafii Burzenin, zamordowani w czasie II wojny światowej, to: ks. Marian Kuczyński (rozstrzelany 18 XI 1939 r. w lesie w pobliżu Górnej Grupy na Pomorzu), ks. Grzegorz Domański (4 V 1942 r. wywieziony do komór gazowych w Hartheim), ks. Wincenty Eliasz (4 V 1942 r. wywieziony w transporcie inwalidów do komór gazowych), ks. Bolesław Kręcicki, kapelan rezerwy Wojska Polskiego (w V 1942 r. wywieziony do komór gazowych w Hartheim), ks. Michał Koźbiał (wywieziony 18 maja 1942 do komór gazowych w Hartheim) i ks. Józef Panek (zamordowany w komorach gazowych w Hatheim 14 X 1942 r.). W Parafii Burzenin posługiwały siostry ze Zgromadzenia Sióstr Wspólnej Pracy od Niepokalanej Maryi: Józefa Mazurkiewicz, Norberta Jasińska, Antonina Szymańska, Honorata Solarska, Stanisława Szaflik, Adamina Tatarowicz, Gwidona Golin. Ich dom znajdował się przy ulicy Kościelnej 20. W parafii działają liczne organizacje – dwie grupy muzyczne (chór im. Stanisława Moniuszki oraz schola), Koła Żywego Różańca, Trzeci Zakon św. Franciszka, grupa biblijna, a także grupa modlitewna św. Ojca Pio i ministranci. W okresie międzywojennym w parafii działały: Stowarzyszenie Katolickie „Dźwignia”, Katolickie Stowarzyszenie Młodzieży Żeńskiej, Konfraternia Św. Wincentego à Paulo oraz Młodzieżowy zespół muzyczny. Z parafii Burzenin wywodzą się: + siostra Helena Pudełek ZSNM, siostra Łucja Cieślicka ZSNM, brat Włodzimierz Plewiński O.F.M. Conv., ks. Łukasz Skworzec, ks. Krzysztof Raj.

## Chór im. Stanisława Moniuszki
Chór został założony w 1870 4. przez proboszcza parafii, ks. Raczyńskiego. Przez wiele kolejnych lat chór i orkiestrę prowadził utalentowany muzyk, organista Borowiecki. Po nim, w latach 1920–1957 (z przerwą w czasie okupacji niemieckiej) chórem kierował jego wnuk, Marian Sikorski, który uczył chórzystów śpiewu, gry na instrumentach, ale także sam komponował utwory religijne i świeckie. Chór wykonywał wówczas utwory poważne w języku łacińskim: gregoriankę, Salve Regina, Te Deum, Veni Creator, Litanię do Najświętszego Serca Pana Jezusa na cztery głosy, pieśni eucharystyczne, Alleluja Haendla oraz liczne utwory solowe w wykonaniu basów, tenorów, sopranów i altów. W repertuarze chóru były również regionalne utwory świeckie, m.in. „Wesele sieradzkie”. W 1946 r. na gruzach Warszawy chór zaśpiewał wzniosłą pieśń „Słuchaj Warszawo”. Brał udział w eliminacjach konkursowych w Kaliszu, Warcie i Małkowie. Śpiewał w kościołach katedralnych w Warszawie i Łodzi oraz w Kaplicy Cudownego  Obrazu na Jasnej Górze. Uświetniał imprezy okolicznościowe, spływy kajakowe, ogniska i uroczystości patriotyczne. W salce parafialnej w Burzeninie członkowie chóru wystawiali operetki, komedyjki i skecze. Najbardziej utalentowani burzeniński śpiewacy to: basy Stanisław Malinowski, Marian Stanisławski, tenory Antoni Lesiak, Lucjan Stempień, soprany Irena Ciesiołkiewicz, Aleksandra Sikorska, Felicja Sikorska i alt Stanisława Zalewska. Po śmierci Mariana Sikorskiego nowo przyjęci organiści przestali prowadzić spotkania chóru, który wznowił dopiero Jan Kajzer. Od siedemnastu lat prowadzi go Tomasz Sterna (wraz ze scholą młodzieżową). W roku 2009 do chóru należeli: soprany – Maria Kopytnik, Barbara Juśkiewicz, Stanisława Włodarczyk, Anna Wypych, Stanisława Pluta, Krystyna Ciesiołkiewicz, Stanisława Gołdyn, Janina Albińska, Kazimiera Marczewska, alty – Janina Trębacz. Anna Białczak, Beata Cygan, Krystyna Piotrowska, Stanisława Marchewka, Krystyna Wojtyżak, Cecylia Wlazła, tenory -Aleksander Jaguś, Tadeusz Ilik, Ryszard Michalski, Jerzy Płaczek, Jan Stanisławski, basy – Marian Szaflik, Tadeusz Marczewski.

## Turki
Do dziś w parafii zachował się wielkanocny zwyczaj wystawiania przy Grobie Pańskim honorowej straży złożonej z tzw. Turków, ubranych w kolorowe stroje i noszących szable przy boku. Czuwają oni w Wielki Piątek (od Liturgii Męki Pańskiej) i w Wielką Sobotę (do Liturgii Wigilii Paschalnej). Uroczysta zmiana warty odbywa się co pół godziny. Przed rozpoczęciem procesji zmartwychwstania symbolicznie padają na twarze przed Najświętszym Sakramentem.

## Parafia w prasie międzywojennej

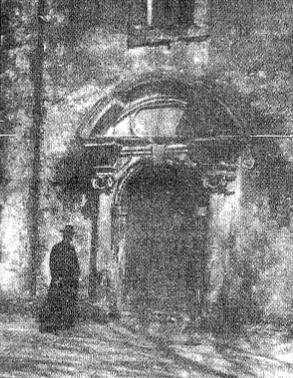
Portal główny przed przebudową z 1917 r.

O wielu istotnych wydarzeniach dziejących się w parafii Burzenin informowała lokalna prasa.
- W numerze 4 „Ziemi Sieradzkiej” z 1919 r. czytamy: „Rok 1918 smutno zakończył się dla parafii Burzenin albowiem 27 grudnia rozstał się z życiem proboszcz ks. Jan Godorowski po 9-miesięcznej chorobie jaką się zaraził będąc w Grabówce u chorych na tyfus plamisty. Śp. ks.J.G. przybył z Wielunia 28 IX 1918 r. mając za sobą 38 lat w kapłaństwie (...) W 3 miesiące po odbytym ingresie odbyła się eksportacja Jego zwłok do kościoła. Mowę żałobną wygłosił ks. Karol Raczyński wysławiając w zmarłym wielką cnotę miłosierdzia nad biednymi, którzy żegnali go z płaczem opuszczającego Wieluń jako swojego dobrodzieja. 30 grudnia odprawiono szereg nabożeństw, które rozpoczął ks. prałat Wł. Mikołajewski. Przemówił ks. Lubohorski wyrażając smutek i żal jakim jest przejęty po stracie przyjaciela. W pogrzebie wzięło udział 14 kapłanów i kilka tys. parafian z Burzenina i Wielunia. Przy grobie mowę pożegnalną rozpoczął ks. proboszcz Gruszczyński z Brzykowa. Pienia religijne towarzyszyły cichym łzom parafian, którzy jednego proboszcza żegnali nie tak dawno kiedy wyjeżdżał na Jasną Górę, a drugiego odprowadzali na cmentarz”.
- W 43 numerze „Ziemi Sieradzkiej” z 1924 r. czytamy: „W dniu 5 października odbył się w parafii tutejszej uroczysty odpust ku czci MB Różańcowej. Pogoda dopisała, toteż niezliczone tłumy wiernych ściągnęły z okolicznych wiosek, zapełniając cały kościół i cmentarz. Sumę celebrował ks. Mikołaj Relkowski, proboszcz ze Stolca, piękne zaś i podniosłe kazanie wygłosił proboszcz z Dąbrowy ks. Adam Fijałkowski. Po sumie wyruszyła uroczysta procesja do pięciu wspaniale przybranych ołtarzy, zbudowanych przez p. Ludwika Wierzbickiego, Ignacego Spławskiego, Prasiewicza, Marandę, oraz braci i siostry trzeciego zakonu św. Franciszka. W czasie procesji śpiewano różaniec, w przerwach zaś pomiędzy tajemnicami przygrywała miejscowa orkiestra kościelna. W tej podniosłej i drogiej naszemu sercu uroczystości wzięły udział wszystkie bractwa, cały komplet asysty, cechy, straż ogniowa, młodzież itd. Ewangelię przy ołtarzach odśpiewali kolejno przybrani w ornaty księża: Adam Fijałkowski, Jan Hawelke, Stefan Milewski, Stanisław Frąckiewicz i Stanisław Gołaszewski. Z pieśnią na ustach „Ciebie Boga” wróciła procesja w progi prastarej świątyni, gdzie przy dźwiękach orkiestry dokonano zasłonięcia obrazu MB Częstochowskiej. Ks. Bronisław Placek, wikary miejscowy, w gorących i serdecznych słowach podziękował wszystkim, którzy w jakikolwiek sposób przyczynili się do uświetnienia, tak wielkiej, zarazem tak drogiej sercu katolickiemu uroczystości. Obecny”.
- W 20 numerze „Ziemi Sieradzkiej” z 1925 r. czytamy: „Będąc uczestnikiem obchodów Trzeciego Maja w Burzeninie, wyniosłem tak miłe i podniosłe wrażenie, że pragnę podzielić się nim. Już od rana miasteczko przybrane w znaki narodowe rozbrzmiewało szczebiotem drużyn szkolnych, dźwiękami orkiestry prowadzącej oddziały Straży Ogniowej oraz gromkim śpiewem związków, cechów, delegacji, banderii itd. Wszystko to raźnie podążało do świątyni, gdzie o g. 10.00 rozpoczęło się nabożeństwo ku czci Królowej Korony Polskiej. Po nabożeństwie ustawiono się we wspaniały pochód, który wyruszył do krzyża w Witowie. Tu opodal kopca usypanego jak podanie niesie ku czci poległym powstańcom, wygłosił ks. prefekt B. Placek okolicznościowe przemówienie, podkreślając dziejowe znaczenie połączenia świąt Królowej Korony Polskiej i Konstytucji Trzeciego Maja, a następnie przedstawiwszy w krótkich słowach obecny stan kraju, zachęcił słowami wieszcza A. Mickiewicza: „Hej ramię do ramienia wspólnymi łańcuchy opaszmy ziemskie kolisko, zestrzelmy myśli w jedno kolisko i w jedno ognisko duchy !”. Zachęcał do wspólnej pracy nad budową świetlanej przyszłości Polski. Wzniesione okrzyki na cześć Królowej Korony Polskiej, Konstytucji Najjaśniejszej Rzeczypospolitej Polskiej i Narodu, tłumy podchwyciły roznosząc echem hen po okolicy, a orkiestra zagrała Mazurka Dąbrowskiego. Po odśpiewaniu przez Koło Śpiewacze „Lutnia” pieśni Cześć Polskiej Ziemi i O Polski Kraju Święty, pochód ruszył z powrotem. Rozwiązanie pochodu nastąpiło przy figurze Matki Boskiej na placu kościelnym, gdzie ks. Kanonik Jan Czyżo serdecznie podziękował wszystkim, którzy przyczynili się do urządzenia pochodu. (...)”.
- W 28 numerze „Ziemi Sieradzkiej” z 1927 r. czytamy: „Na jedną rzecz chciałbym zwrócić mieszkańcom Burzenina dotychczas pomijaną lub też otwarcie ignorowaną. Rzeczą tą jest już od początków maja br. prowadzona niwelacja cmentarza grzebalnego. Zainicjowana przez p. Wł. Prusinowskiego i aprobowana przez ks. Kanonika i Wikarego praca ta, z racji swych rezultatów zasługuje na szersze zainteresowanie się nią. Przede wszystkim zniwelowano więc szeroki teren naokół cmentarza, pełen nierówności i wybojów, stwarzając tym samym podstawę dalszej pracy, którą było urządzenie miejsc spacerowych zyskujących na wartości i z tego względu, że dzięki wysokiemu swemu położeniu, dają możność obserwacji bardzo pięknych widoków jakich dostarcza pobliska okolica, przyprowadzenie do porządku, mocno ostatnimi czasy zaniedbanej drogi, złagodzenie jej zbyt ostrego spadku itd. Planowo i umiejętnie prowadzone roboty pod okiem p. Prusinowskiego, ze względu na konserwację i podniesienie estetycznego wyglądu cmentarza, dla parafii naszej mają nieocenione znaczenie. Na podkreślenie zasługuje fakt, iż jak dotąd roboty te prowadzone są bez jakichkolwiek nakładów pieniężnych, jedynie własnymi siłami parafian. Smutniejszą natomiast rzeczą jest, że osada Burzenin, która powinna być w pracy tej najwięcej zainteresowana, jak dotychczas przynajmniej, żadnego udziału nie wzięła, a to co dotychczas zostało zrobione, zawdzięczać należy ofiarnej pracy parafian z okolicznych wsi. Burzenin zadowala się widocznie na tym, że prace te zainicjował ks. Wikary i Pan Prusinowski i to mu zupełnie wystarcza. Ślusarski Kazimierz”.
- W 49 numerze „Ziemi Sieradzkiej” z 1927 r. czytamy: „Poświęcenie sztandaru Młodzieży Polskiej w Burzeninie. 20 bm. odbyło się uroczyste poświęcenie sztandaru Młodzieży Polskiej w Burzeninie.(...)Aktu poświęcenia sztandaru dokonał i przemówienie wygłosił były wikary w Burzeninie, obecnie proboszcz w Tuliszkowie ks. Ig. Bronszewski. już od rana trąbka z wieży obwieszczała miasteczku i okolicy o dniu uroczystym. Młodzież przystąpiła do Komunii Świętej. Po poświęceniu sztandaru odbyła się akademia w sali „Ogniska”. Zebranie zagaił prezes Stowarzyszenia przedstawiając idee młodzieży spod sztandaru św. Stanisława. Zachęcał do wytrwania z hasłem „Bóg i Ojczyzna”. Wieczorem odegrano sztukę „Lipa św. Stanisława”. Sala była przepełniona publicznością. Uroczystość zrobiła jak najlepsze wrażenie. M. Bykowska”.

## Informacje praktyczne
Msze święte w kościele w niedziele i święta: 8.00, 10.00, 12.00, 17.00 (w okresie zimowym), 18.00 (w okresie letnim); w dni powszednie: 7.00, 17.00 (w okresie zimowym), 18.00 (w okresie letnim). W msze święte w kaplicy (Dom Pomocy Społecznej w Witowie) w soboty: 19.00. W archiwum kościelnym księgi chrztów od 1826 r. i ślubów od 1830 r. Księgi Metrykalne z lat 1791 – 1809 znajdują się w zasobach Archiwum Archidiecezjalnego w Łodzi i można je oglądać w postaci mikrofilmów w Archiwum Państwowym w Łodzi.